# Роккиньи (Арденны)
Роккиньи́ (фр. Rocquigny) — коммуна во Франции, находится в регионе Шампань — Арденны. Департамент — Арденны. Входит в состав кантона Шомон-Порсьен. Округ коммуны — Ретель.
Код INSEE коммуны — 08366.
Коммуна расположена приблизительно в 170 км к северо-востоку от Парижа, в 85 км севернее Шалон-ан-Шампани, в 35 км к западу от Шарлевиль-Мезьера.

## Население
Население коммуны на 2008 год составляло 754 человека.
| 1962 | 1968 | 1975 | 1982 | 1990 | 1999 | 2008 |
| ---- | ---- | ---- | ---- | ---- | ---- | ---- |
| 1020 | 1037 | 896  | 854  | 775  | 755  | 754  |

## Администрация
| Период | Период | Фамилия       | Партия                  | Должность |
| ------ | ------ | ------------- | ----------------------- | --------- |
| 2001   | 2008   | Марсель Берто |                         |           |
| 2008   |        | Серж Лабье    | Социалистическая партия |           |

## Экономика
В 2007 году среди 463 человек в трудоспособном возрасте (15—64 лет) 281 были экономически активными, 182 — неактивными (показатель активности — 60,7 %, в 1999 году было 62,8 %). Из 281 активных работали 234 человека (136 мужчин и 98 женщин), безработных было 47 (25 мужчин и 22 женщины). Среди 182 неактивных 41 человек были учениками или студентами, 59 — пенсионерами, 82 были неактивными по другим причинам.

## Достопримечательности
- Церковь Сен-Кристоф[фр.]. Укреплённая церковь (веркирхе).

## Награды
- Военный крест (1914—1918). Указ от 23 сентября 1920 года.

## Фотогалерея

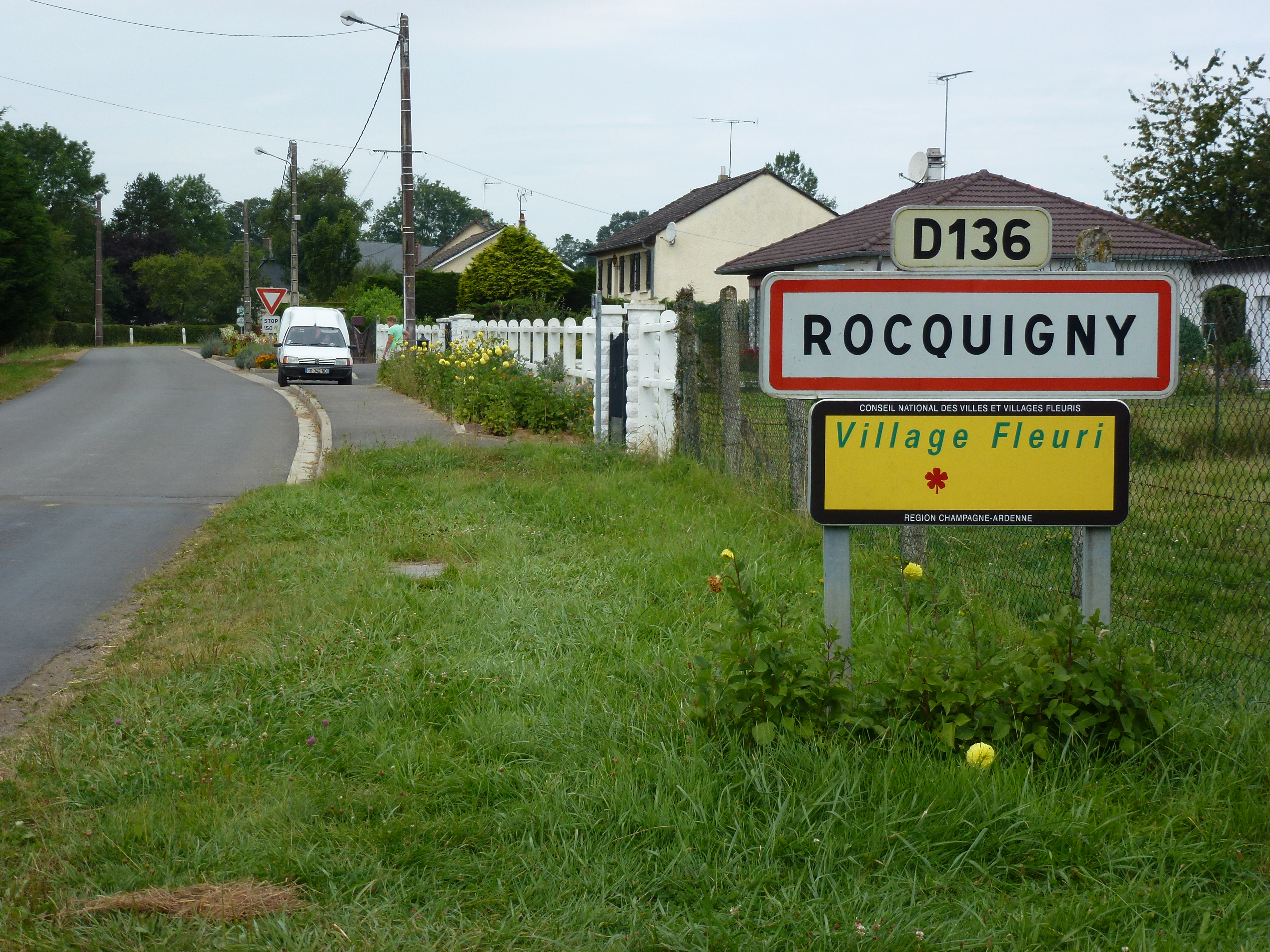
Въезд в Роккиньи
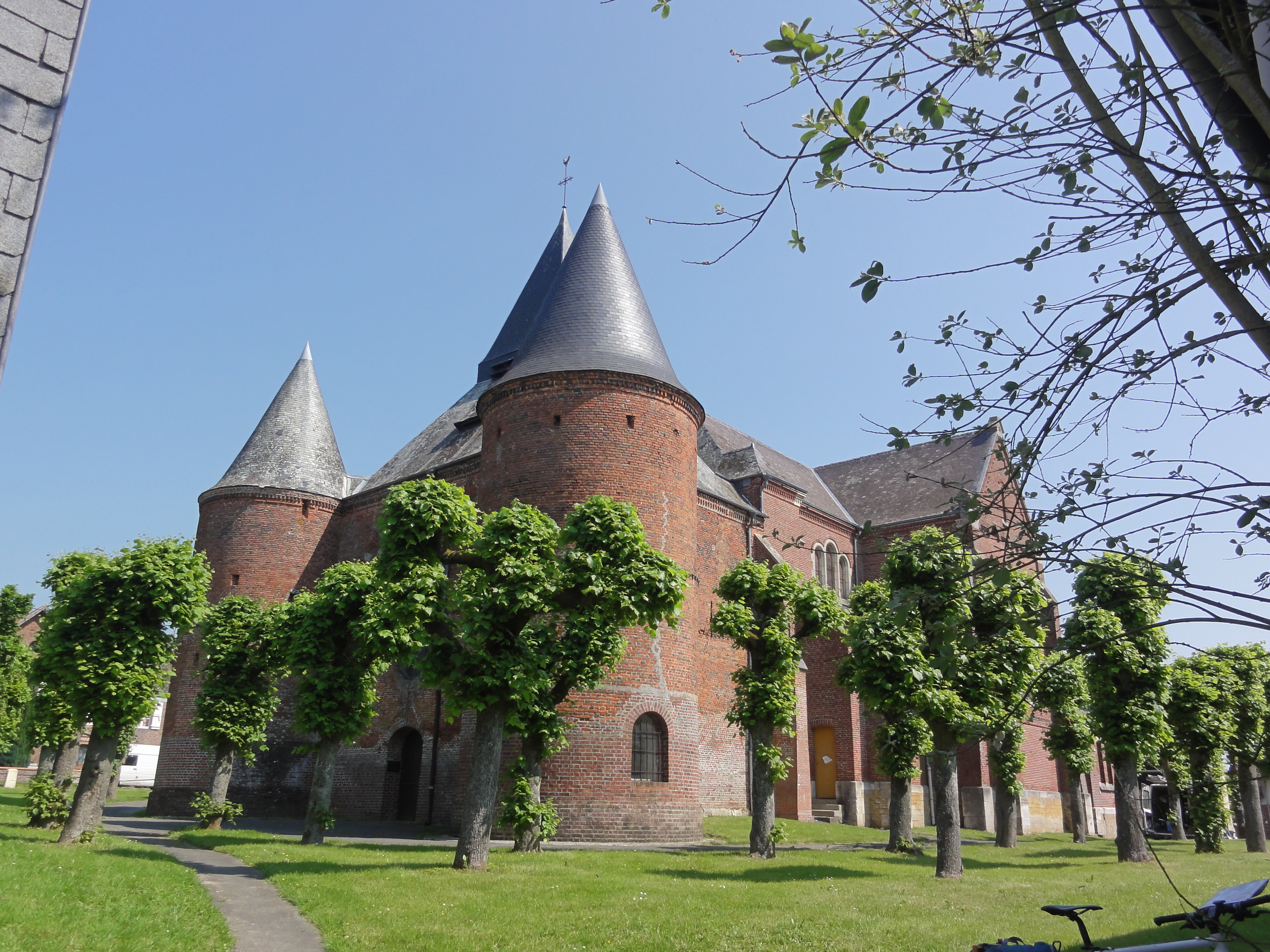
Церковь Сен-Кристоф
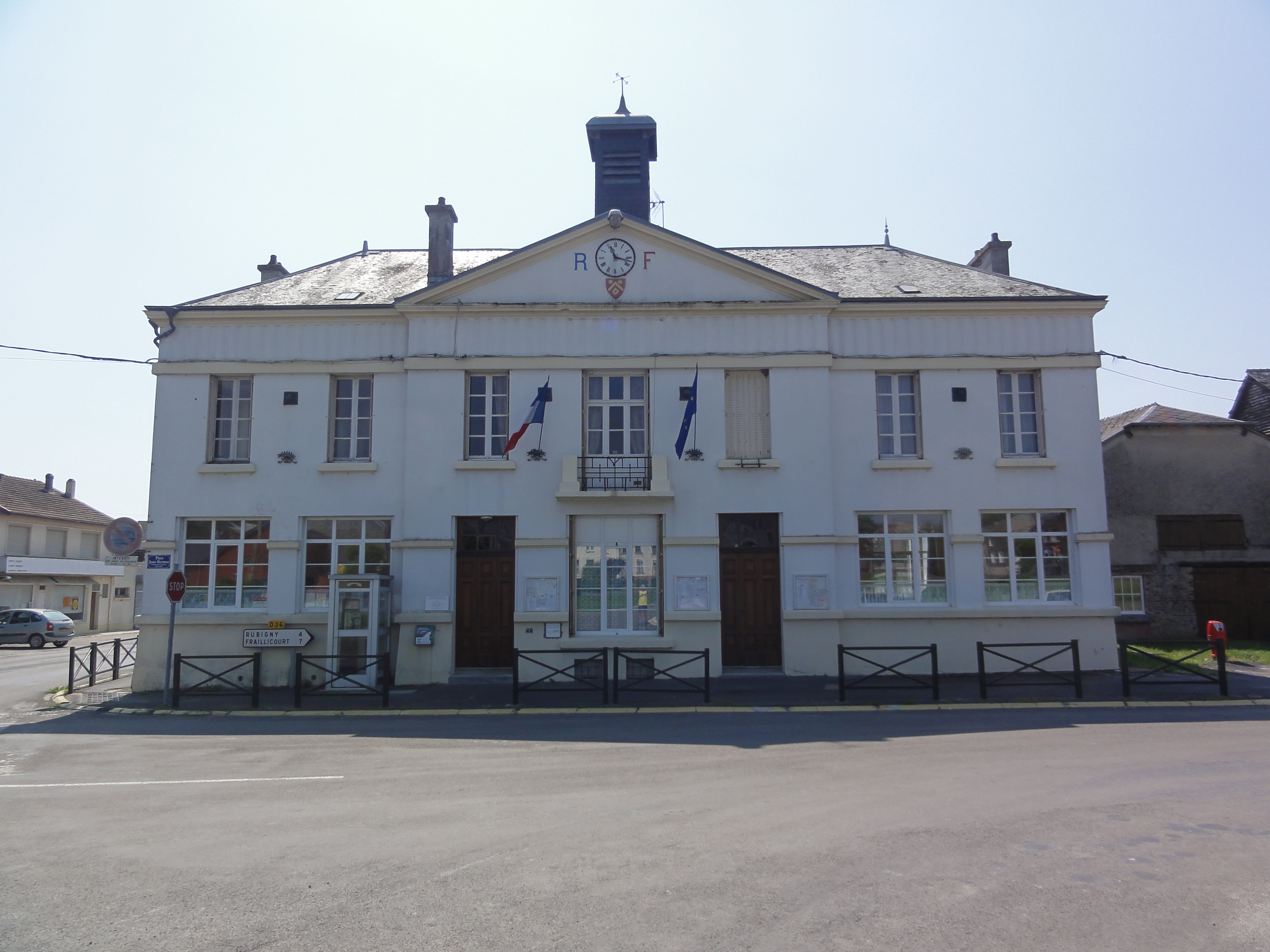
Мэрия
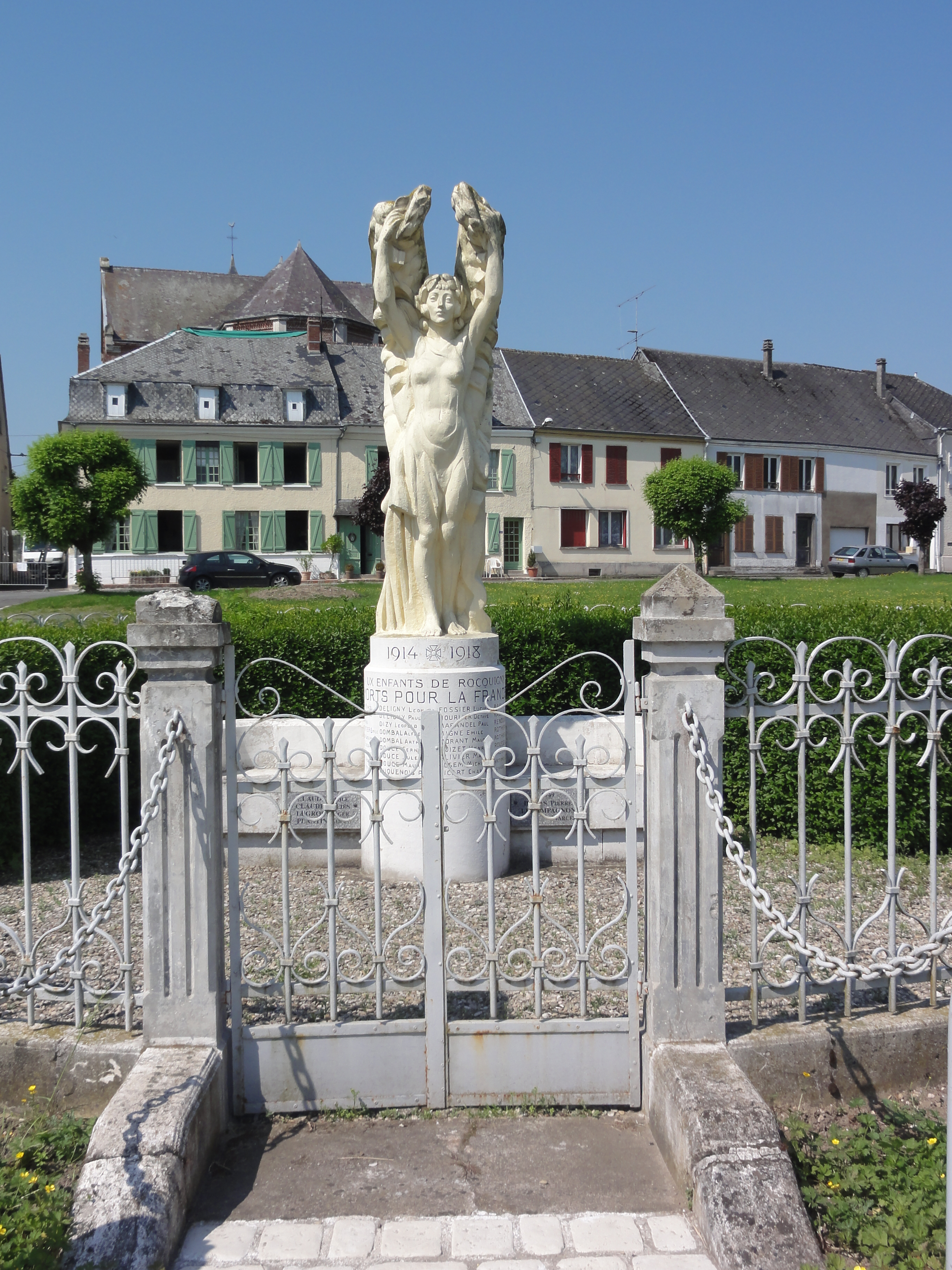
Памятник погибшим в Первой мировой войне